# نظرية النماذج العلائقية
نظرية النماذج العلائقية (آر. إم. تي.)، هي نظرية لعالم الأنثروبولوجيا آلان فيسك حول العلاقات بين الأفراد، إذ وضعها بناءً على عمله الميداني في بوركينا فاسو. تفترض هذه النظرية إمكانية وصف جميع التفاعلات البشرية على أساس أربعة «نماذج علائقية» وحسب، أو ما يُسمى بأشكال أولية من العلاقات الإنسانية: المشاركة المجتمعية، والتصنيف السلطوي، والتماثل المساواتي، والتسعير السوقي (يُضاف إلى هذه الأشكال بعض الحالات الحصرية التي تنطوي على التفاعلات غير الاجتماعية والتفاعلات الفارغة، أي حين لا يتعلق تضافر الأفراد بأي مبدأ مشترك).

## النظرية
تفترض نظرية النماذج العلائقية وجود أربعة نماذج علائقية فطرية وذات دوافع جوهرية وكلية من الناحية الثقافية (بصرف النظر عن تطبيقاتها المحدودة على المستوى الثقافي):

### النماذج العلائقية الأربعة
تنطوي النماذج العلائقية الأربعة على ما يلي:
- المشاركة المجتمعية (سي. إس.) تُعتبر هذه العلاقات بمثابة الشكل الأساسي للعلاقة، إذ يُنظر إلى مجموعة محدودة من الأشخاص على أنهم متكافئين وغير متمايزين ومن الممكن أن يحل أحدهم مكان الآخر، بحيث يجري تجاهل الهويات الفردية المميزة والتشديد على القواسم المشتركة، لذا تُعتبر العلاقات الحميمة وعلاقات القرابة بمثابة أمثلة نموذجية على المشاركة المجتمعية. تشتمل المؤشرات الشائعة للمشاركة المجتمعية على علامات أو تغييرات جسدية، والحركة المتزامنة، والطقوس، وتقاسم الطعام، والعلاقة الحميمة الجسدية. [5]
- التصنيف السلطوي (إيه. آر.) تصف هذه العلاقات ما يُسمى بالعلاقات غير المتكافئة، أي العلاقات التي تنطوي على ترتيب الأفراد خطيًا وفقًا لبعض الأبعاد الاجتماعية الهرمية. تتمثل الميزة الأساسية للتصنيف السلطوي في ترتيب الفرد في مرتبة أعلى أو أدنى من فرد آخر. يتمتع الأفراد في المراتب العليا بسلطة ومكانة وامتيازات أكبر، بينما لا يحق للتوابع سوى التوجيه والحماية. تُعتبر الرتب العسكرية مثالًا نموذجيًا على علاقات التصنيف السلطوي.
- التماثل المساواتي (إي. إم.) تتميز هذه العلاقات بأنها تنطوي على أشكال مختلفة من الوفاق المبني على المقايضة، مثل تناوب الأدوار والمعاملة بالمثل والانتقام حسب مبدأ العين بالعين. يعنى أطراف العلاقة في حالة التماثل المساواتي أساسًا بضمان التوازن في العلاقة. تُعتبر العلاقة غير الحميمة بين المعارف مثالًا نموذجيًا على هذا الشكل.
- التسعير السوقي (إم. بّي.) تتمحور هذه العلاقات حول نموذج تناسبي، إذ يهتم الأفراد بالنسب والمعدلات، وغالبًا ما تُختزل الميزات ذات الصلة في قيمة واحدة أو مقياس فائدة يسمح بإجراء المقارنات (كسعر المبيع مثلًا). تُعتبر المعاملات النقدية مثالًا نموذجيًا على العلاقات من نوع التسعير السوقي.

### نماذج بعد العلائقية
يمكن دمج العلاقات الأربعة الأساسية لتشكيل تكوينات علائقية أكثر تعقيدًا، وتُعرف هذه التكوينات باسم النماذج بعد العلائقية. تتخذ النماذج بعد العلائقية عادةً شكل استلزامات أو محظورات، التي تنطوي بدورها على التزامات أو سلوكيات أو علاقات معينة بين ثنائيات متعددة ضمن تكوين معين (على سبيل المثال، في ثالوث يضم ثلاثة أعضاء (أ) و(ب) و(ج)، يُعتبر وجود (أ) في علاقة من المشاركة المجتمعية مع (ب) رادعًا لوجود علاقة من المشاركة الاجتماعية بين (ب) وعدو (أ)، الذي يكون في هذه الحالة (ج)). تنطوي أمثلة النماذج بعد العلائقية على علاقة «كومبادرازغو» أي مستلزمات العلاقة بين والدي طفل ما وعرابيه، فضلًا عن تابو زنا المحارم الذي يحرم وجود علاقة بين أفراد معينين من أسرة واحدة.

### النماذج العلائقية بوصفها تفسيرًا للنزاعات بين الأشخاص
تنظر نظرية النماذج العلائقية إلى عدم التناسب بين النماذج العلائقية باعتباره سببًا شائعًا للنزاعات بين الأشخاص، فقد تشتمل النماذج العلائقية المختلفة على سلوكيات متباينة في سياق الموقف الواحد. يطرح فيسك مثالًا بسيطًا حول تقاسم رفيقي سكن في منزل واحد مهمة غسل الأطباق، إذ يربط رفيق السكن (أ) مهمة غسل الأطباق بإطار المشاركة المجتمعية بينما يربط شريكه (ب) هذه المهمة بإطار التماثل المساواتي، يتوقع (أ) في هذه الحالة أن يغسل كليهما الأطباق متى ما استطاعا بينما يتوقع (ب) أن يتناوبا في هذه المهمة. سيتوقع (أ) أن يغسل (ب) الأطباق إن كان (أ) مشغولًا و(ب) متفرغًا، بينما سيفترض (ب) أنه دور (أ) في غسل الأطباق إن غسل (ب) الأطباق في آخر مرة. وبذلك، ينشأ نزاع بين (أ) و(ب) بسبب نماذجهما العلائقية غير المتناسبة.

### التوافق بين النماذج العلائقية ومستويات ستيفنز للقياس
يؤمن فيسك بوجود توافق بين الأنواع الأربعة المتمايزة للعلاقات من جهة ومستويات ستيفنز الأربعة للقياس من جهة أخرى. تتشابه علاقات المشاركة المجتمعية مع المقاييس الفئوية (الاسمية) للقياس، إذ يُعتبر جميع المنخرطين في العلاقة متساويين في كلا الحالتين. تتماثل علاقات التصنيف السلطوي مع المقياس الترتيبي، إذ يخضع المنخرطون في العلاقة إلى ترتيب خطي في كلا الحالتين. تتشابه علاقات التماثل المساواتي مع المقياس الفتروي، إذ تتوازن العلاقات في كلا الحالتين من خلال الجمع والطرح. أما علاقات التسعير السوقي فتشبه المقياس النسبوي (الذي يقابل أصله سعر الصفر مثلًا)، إذ تشتمل كلا الحالتين على النسب والضرب والقسمة وقانون التوزيع.

## التأثير
استُشهد بالمنشورين الأساسيين الأصليين حول نظرية النماذج العلائقية أكثر من 4000 مرة.

### في علم النفس الأخلاقي
تركت نظرية النماذج العلائقية أثرًا كبيرًا في جميع ميادين علم النفس الأخلاقي. انطوى هذه التأثير على توسيع لنطاق النظرية الأصلية، فتمكنت من شرح الأحكام الأخلاقية في سياق العلاقات الشخصية من خلال نظرية التلاؤم العلائقي، التي وصفت بدورها الطريقة التي يحكم من خلالها الناس على الأفعال المماثلة ويتفاعلون معها بشكل مختلف بالاستناد إلى السياق العلاقي للفعل. علاوةً على ذلك، استُخدمت نظرية النماذج العلائقية في شرح العنف بين الأشخاص من خلال نظرية العنف الفاضل، فضلًا عن استخدامها بمثابة حجر أساس لأبرز نظريات علم النفس الأخلاقي كنظرية الأسس الأخلاقية مثلًا.

### في المجالات الأخرى
ساعدت نظرية النماذج العلائقية ستيفن بينكر في استحداثه لنظريته حول الخطاب غير المباشر، بالإضافة إلى الدراسات النفسية الشعبية على المستوى الجماعي. فضلًا عن ذلك، ساعدت نظرية النماذج العلائقية في شرح شعور «كاما موتا» الاجتماعي الإيجابي الذي يوصف عادةً بأنه الشعور «بالتأثر» (يرتبط بشعور الإعلاء ومفهوم الاهتمام الوجداني أيضًا). يوصف شعور «كاما موتا» في هذا السياق بأنه الشعور الذي ينشأ عندما نشهد تصعيدًا مفاجئًا لعلاقة المشاركة المجتمعية.